# Australian Open 1992
De 80e editie van het Australische grandslamtoernooi, het Australian Open 1992, werd gehouden van 13 tot en met 26 januari 1992. Voor de vrouwen was het de 66e editie. Het toernooi werd in het Flinders Park te Melbourne gespeeld.
Het toernooi van 1992 trok 329.034 toeschouwers.

## Belangrijkste uitslagen
Mannenenkelspel

Finale: Jim Courier (VS) won van Stefan Edberg (Zweden) met 6-3, 3-6, 6-4, 6-2
Vrouwenenkelspel

Finale: Monica Seles (Joegoslavië) won van Mary Joe Fernandez (VS) met 6-2, 6-3
Mannendubbelspel

Finale: Todd Woodbridge (Australië) en Mark Woodforde (Australië) (The Woodies) wonnen van Kelly Jones (VS) en Rick Leach (VS) met 6-4, 6-3, 6-4
Vrouwendubbelspel

Finale: Arantxa Sánchez Vicario (Spanje) en Helena Suková (Tsjecho-Slowakije) wonnen van Mary Joe Fernandez (VS) en Zina Garrison (VS) met 6-4, 7-62
Gemengd dubbelspel

Finale: Nicole Provis (Australië) en Mark Woodforde (Australië) wonnen van Arantxa Sánchez Vicario (Spanje) en Todd Woodbridge (Australië) met 6-3, 4-6, 11-9
Meisjesenkelspel

Finale: Joanne Limmer (Australië) won van Lindsay Davenport (VS) met 7-5, 6-2
Meisjesdubbelspel

Finale: Lindsay Davenport (VS) en Nicole London (VS) wonnen van Maija Avotins (Australië) en Joanne Limmer (Australië) met 6-2, 7-5
Jongensenkelspel

Finale: Grant Doyle (Australië) won van Brian Dunn (VS) met 6-2, 6-0
Jongensdubbelspel

Finale: Grant Doyle (Australië) en Brad Sceney (Australië) wonnen van Lex Carrington (VS) en Jason Thompson (VS) met 6-4, 6-4
1905 · 1906 · 1907 · 1908 · 1909 · 1910 · 1911 · 1912 · 1913 · 1914 · 1915 · 1916–1918 · 1919 · 1920 · 1921 · 1922 · 1923 · 1924 · 1925 · 1926 · 1927 · 1928 · 1929 · 1930 · 1931 · 1932 · 1933 · 1934 · 1935 · 1936 · 1937 · 1938 · 1939 · 1940 · 1941–1945 · 1946 · 1947 · 1948 · 1949 · 1950 · 1951 · 1952 · 1953 · 1954 · 1955 · 1956 · 1957 · 1958 · 1959 · 1960 · 1961 · 1962 · 1963 · 1964 · 1965 · 1966 · 1967 · 1968
↓ open tijdperk ↓
1969 (m-v-md-vd-gd) · 1970 (m-v-md-vd) · 1971 (m-v-md-vd) · 1972 (m-v-md-vd) · 1973 (m-v-md-vd) · 1974 (m-v-md-vd) · 1975 (m-v-md-vd) · 1976 (m-v-md-vd) · jan 1977 (m-v-md-vd) · dec 1977 (m-v-md-vd) · 1978 (m-v-md-vd) · 1979 (m-v-md-vd) · 1980 (m-v-md-vd) · 1981 (m-v-md-vd) · 1982 (m-v-md-vd) · 1983 (m-v-md-vd) · 1984 (m-v-md-vd) · 1985 (m-v-md-vd) · 1986 · 1987 (m-v-md-vd-gd) · 1988 (m-v-md-vd-gd) · 1989 (m-v-md-vd-gd) · 1990 (m-v-md-vd-gd) · 1991 (m-v-md-vd-gd) · 1992 (m-v-md-vd-gd) · 1993 (m-v-md-vd-gd) · 1994 (m-v-md-vd-gd) · 1995 (m-v-md-vd-gd) · 1996 (m-v-md-vd-gd) · 1997 (m-v-md-vd-gd) · 1998 (m-v-md-vd-gd) · 1999 (m-v-md-vd-gd) · 2000 (m-v-md-vd-gd) · 2001 (m-v-md-vd-gd) · 2002 (m-v-md-vd-gd) · 2003 (m-v-md-vd-gd) · 2004 (m-v-md-vd-gd) · 2005 (m-v-md-vd-gd) · 2006 (m-v-md-vd-gd) · 2007 (m-v-md-vd-gd) · 2008 (m-v-md-vd-gd) · 2009 (m-v-md-vd-gd) · 2010 (m-v-md-vd-gd) · 2011 (m-v-md-vd-gd) · 2012 (m-v-md-vd-gd) · 2013 (m-v-md-vd-gd) · 2014 (m-v-md-vd-gd) · 2015 (m-v-md-vd-gd) · 2016 (m-v-md-vd-gd) · 2017 (m-v-md-vd-gd) · 2018 (m-v-md-vd-gd) · 2019 (m-v-md-vd-gd)  · 2020 (m-v-md-vd-gd) · 2021 (m-v-md-vd-gd) · 2022 (m-v-md-vd-gd) · 2023 (m-v-md-vd-gd) · 2024 (m-v-md-vd-gd) · 2025 (m-v-md-vd-gd)
Lijst van Australian Openwinnaars